# Recques-sur-Hem
Recques-sur-Hem (Nederlands: Rekke aan de Hem) is een gemeente in het Franse departement Pas-de-Calais (regio Hauts-de-France) en telt 504 inwoners (1999). De plaats maakt deel uit van het arrondissement Calais en behoort tot de Communauté des Communeqs de la Région d'Audruicq (CCRA), dat sedert 2008 officieel verbroederd is met het Vlaamse Lichtervelde.

## Naam
In het departement Pas-de-Calais bestaan twee Recques, namelijk  Recques-sur-Course en Recques-sur-Hem. Om verwarring met Recques-sur-Course te voorkomen heeft de gemeente op 14 juli 1918 "sur Hem" (aan de Hem) aan de plaatsnaam toegevoegd.
De plaatsnaam is van Oudnederlandse herkomst. De oudste overgeleverde vermelding  van de plaatsnaam is uit het jaar 877 als: Recca. Het betreft een zelfstandig naamwoord en de plaatsnaam verwijst naar c.q. is afgeleid van het woord rek of rak (smalle lange strook (land, water)). De huidige Franstalige plaatsnaam is hiervan een fonetische nabootsing.
De spelling van de naam van het dorp heeft door de eeuwen heen gevarieerd. Chronologisch heette het achtereenvolgens: Reka in 857 ; Recca in 877 ; Reclca (lees: Recca) in 1084. Reche in 1145. Recha in 1174. Rec in 1271 ; Rech in 1300 ; Rek in 1322 ; Reck in 1333 en Recques in 1789. Hierna kreeg en behield het zijn huidige naam en spellingswijze. Waarbij gemeld dient te worden dat de vermelding van de naam Reka van 857 betrekking zou kunnen hebben op Recques-sur-Course. Volgens dezelfde studie is een oude naam voor een zijtak van de rivier de Hem de Recque, rond 1148 genoemd als: Aqua que appellatur Reche.

## Geografie
De oppervlakte van Recques-sur-Hem bedraagt 5,4 km², de bevolkingsdichtheid is 93,3 inwoners per km².
De onderstaande kaart toont de ligging van Recques-sur-Hem met de belangrijkste infrastructuur en aangrenzende gemeenten.

## Demografie
Onderstaande figuur toont het verloop van het inwonertal (bron: INSEE-tellingen).